# Starokladenský pivovar
Starokladenský pivovar, též Starokladno je rodinný pivovar, který je hlavně proslulý svými pivními speciály. Pivovar započal svou staronovou historii v roce 2009, když v prostorách restaurace U Kozlíků otevřel pivovar, který pak navázal na pětisetletou tradici vaření piva na Kladensku. Převládajícím pivem pivovaru Starokladno je Černý Havíř 12,8° pyšnící se mimo jiné titulem Zlatá pivní pečeť či pivo České republiky.

## Historie pivovaru
Vše se změnilo až v roce 2009 založením pivovaru Starokladno, který funguje dodnes.